# Serra de Cerdanyís
La Serra de Cerdanyís és una serra situada entre els municipis de la Guingueta d'Àneu i de la Vall de Cardós a la comarca del Pallars Sobirà, amb una elevació màxima de 2.291 metres.